# Ángel Valbuena Prat
Ángel Valbuena Prat (* 16. Mai 1900 in Barcelona; † 2. Januar 1977 in Madrid) war ein spanischer Autor, Romanist und Hispanist.

## Leben und Werk
Valbuena Prat studierte in Barcelona bei Antonio Rubio i Lluch und wurde 1924 promoviert mit der Arbeit Los Autos Sacramentales de Calderón. Clasificación y análisis  (in: Revue Hispanique 61, 1924, S. 1–302). Ab 1925 lehrte er an der Universität La Laguna, ab 1931 war er Professor an der Universität Barcelona. 1943 wurde er (offenbar wegen Unterstützung katalanischer Autonomiebestrebungen) an die Universität Murcia zwangsversetzt und lehrte dort bis 1964. Bis zu seiner Emeritierung 1970 war er an der Universität Complutense Madrid. Gastprofessuren führten ihn nach Puerto Rico (1928), Cambridge (von 1933 bis 1935), Madison (1950) und Tulane (1959).

## Werke
- La Poesía española contemporánea, Madrid 1930
- Literatura dramática española, Barcelona 1930, 1950
- Historia de la poesía canaria, Barcelona 1937, Santa Cruz de Tenerife 2003
- Historia de la literatura española e hispanoamericana, 2 Bde., Barcelona 1937, 1946; 4 Bde., 1968; 9. Auflage, 6 Bde., 1983 (italienisch: Storia della letteratura spagnola, übers. von Giovanni Maria Bertini, Turin 1961)
- El Sentido católico en la literatura española, Saragossa 1940
- Calderón. Su personalidad. Su arte dramático. Su estilo y sus obras, Barcelona 1941
- La vida española en la edad de oro, según sus fuentes literarias, Barcelona 1943
- Teatro moderno español, Saragossa 1944, 1954
- Historia del teatro español, Barcelona 1956
- Estudios de literatura religiosa española. Época medieval y edad de oro, Madrid 1964
- Literatura española en sus relaciones con la universal, 1965
- El teatro español en su Siglo de Oro, Barcelona 1969, 1974
- Literatura castellana. Los grupos geográficos y la unidad literaria, 2 Bde., Barcelona
  - 1. De los orígenes al romanticismo, 1974
  - 2.  Del romanticismo a nuestros días, 1979
- Paisaje, mar, reinos interiores. Ensayos sobre la poesía canaria, hrsg. von David González Ramírez, Santa Cruz de Tenerife 2008
- En el horizonte crítico del 27. Ensayos rescatados (1927-1932), hrsg. von David González Ramírez und Rafael Malpartida Tirado, Murcia 2011

### Herausgebertätigkeit (Auswahl)
- Calderón, Autos sacramentales, 2 Bde., Madrid 1926–1927 (zahlreiche Auflagen)
- Antología de poesía sacra española, Barcelona 1940
- La Novela picaresca española, Madrid 1943, 1966
- Miguel de Cervantes, Obras completas, Madrid 1943
- Calderón, Obras. Teatro doctrinal y religioso, Barcelona 1966, 1962
- Antonio Prieto (* 1929), Elegia por una esperanza, Madrid 1972

### Belletristik
- Teófilo. Esbozo de una vida 1898-1925, Madrid 1926 (Roman)
- 2 + 4. Relatos de misticismo y de ensueño, Madrid 1927 (Roman)
- Dios sobre la muerte. Poemas. Soliloquio a través de una vida. 1914-1939, Barcelona 1939
- Abrazo de sombras, Murcia 1954 (Gedichte)